# Les torres de Feners
Les torres de Feners és un antic nucli de població del municipi de les Valls de Valira, a l'Alt Urgell. El cens del 1860 esmenta les torres de Feners i de Cortingles, aquesta situada entre el barranc de Cortingles i la Valira. La torre de Feners era a l'esquerra de la Valira, a migdia de Sant Andreu de Calbinyà; el lloc de Cervós, on el 1860 hi havia un hostal i un molí fariner, era molt prop d'Anserall.